# Aliasteatern
Aliasteatern (som logotyp aliasTEATERN) är en teater med latinamerikansk inriktning i Vasastaden i Stockholm. Föreningen Latinamerikanska Folkteatern bildades 1978 och dess hemmascen Aliasteatern invigdes 1994.